# Egy Maulana
Egy Maulana Vikri (Medan, 7 luglio 2000) è un calciatore indonesiano, centrocampista del Dewa Utd e della nazionale Indonesiana.

## Caratteristiche tecniche
È un centrocampista offensivo.

## Carriera

### Club
Nato a Medan, nel 2018 approda in Europa firmando con i polacchi del Lechia Danzica; debutta in prima squadra il 22 dicembre 2019 in occasione dell'incontro di Ekstraklasa vinto 4 - 0 contro il Górnik Zabrze. Nell'estate del 2021, dopo complessive 10 partite in tre anni nella prima divisione polacca, si trasferisce al Senica, club della prima divisione slovacca.

### Nazionale
Ha giocato nelle nazionali giovanili indonesiane Under-16, Under-19 ed Under-23.
Il 14 gennaio 2018 debutta con la nazionale indonesiana in occasione dell'amichevole persa 4 - 1 contro l'Islanda.

## Statistiche

### Presenze e reti nei club
Statistiche aggiornate al 30 aprile 2024.
| Stagione              | Squadra               | Campionato            | Campionato | Campionato | Coppe nazionali | Coppe nazionali | Coppe nazionali | Coppe continentali | Coppe continentali | Coppe continentali | Altre coppe | Altre coppe | Altre coppe | Totale | Totale | Totale |
| Stagione              | Squadra               | Comp                  | Pres       | Reti       | Comp            | Pres            | Reti            | Comp               | Pres               | Reti               | Comp        | Pres        | Reti        | Pres   | Reti   |        |
| --------------------- | --------------------- | --------------------- | ---------- | ---------- | --------------- | --------------- | --------------- | ------------------ | ------------------ | ------------------ | ----------- | ----------- | ----------- | ------ | ------ | ------ |
| 2018-2019             | Lechia Danzica        | EK                    | 2          | 0          | CP              | 0               | 0               | -                  | -                  | -                  | -           | -           | -           | 2      | 0      |        |
| 2019-2020             | Lechia Danzica        | EK                    | 1          | 0          | CP              | 0               | 0               | UEL                | 0                  | 0                  | SP          | 1           | 0           | 2      | 0      |        |
| 2020-2021             | Lechia Danzica        | EK                    | 7          | 0          | CP              | 0               | 0               | -                  | -                  | -                  | -           | -           | -           | 7      | 0      |        |
| Totale Lechia Danzica | Totale Lechia Danzica | Totale Lechia Danzica | 10         | 0          |                 | 0               | 0               |                    | 0                  | 0                  |             | 1           | 0           | 11     | 0      |        |
| 2021-2022             | Senica                | SL                    | 20         | 2          | CS              | 6               | 0               | -                  | -                  | -                  | -           | -           | -           | 26     | 2      |        |
| 2022-gen. 2023        | ViOn Z.M.             | SL                    | 6          | 0          | CS              | 4               | 0               | -                  | -                  | -                  | -           | -           | -           | 10     | 0      |        |
| gen.-giu. 2023        | Dewa Utd              | L1                    | 10         | 1          | -               | -               | -               | -                  | -                  | -                  | -           | -           | -           | 10     | 1      |        |
| 2023-2024             | Dewa Utd              | L1                    | 30         | 8          | -               | -               | -               | -                  | -                  | -                  | -           | -           | -           | 30     | 8      |        |
| Totale carriera       | Totale carriera       | Totale carriera       | 76         | 11         |                 | 10              | 0               |                    | 0                  | 0                  |             | 1           | 0           | 87     | 11     |        |

### Cronologia presenze e reti in nazionale
| Cronologia completa delle presenze e delle reti in nazionale ― Indonesia | Cronologia completa delle presenze e delle reti in nazionale ― Indonesia | Cronologia completa delle presenze e delle reti in nazionale ― Indonesia | Cronologia completa delle presenze e delle reti in nazionale ― Indonesia | Cronologia completa delle presenze e delle reti in nazionale ― Indonesia | Cronologia completa delle presenze e delle reti in nazionale ― Indonesia | Cronologia completa delle presenze e delle reti in nazionale ― Indonesia | Cronologia completa delle presenze e delle reti in nazionale ― Indonesia |
| Data                                                                     | Città                                                                    | In casa                                                                  | Risultato                                                                | Ospiti                                                                   | Competizione                                                             | Reti                                                                     | Note                                                                     |
| ------------------------------------------------------------------------ | ------------------------------------------------------------------------ | ------------------------------------------------------------------------ | ------------------------------------------------------------------------ | ------------------------------------------------------------------------ | ------------------------------------------------------------------------ | ------------------------------------------------------------------------ | ------------------------------------------------------------------------ |
| 14-1-2018                                                                | Giacarta                                                                 | Indonesia                                                                | 1 – 4                                                                    | Islanda                                                                  | Amichevole                                                               | -                                                                        | 84’                                                                      |
| 25-5-2021                                                                | Dubai                                                                    | Indonesia                                                                | 2 – 3                                                                    | Afghanistan                                                              | Amichevole                                                               | 1                                                                        | 55’                                                                      |
| 29-5-2021                                                                | Dubai                                                                    | Indonesia                                                                | 1 – 3                                                                    | Oman                                                                     | Amichevole                                                               | -                                                                        |                                                                          |
| 3-6-2021                                                                 | Dubai                                                                    | Thailandia                                                               | 2 – 2                                                                    | Indonesia                                                                | Qual. Mondiali 2022                                                      | -                                                                        |                                                                          |
| 7-6-2021                                                                 | Dubai                                                                    | Vietnam                                                                  | 4 – 0                                                                    | Indonesia                                                                | Qual. Mondiali 2022                                                      | -                                                                        | 46’ 90+2’                                                                |
| 11-6-2021                                                                | Dubai                                                                    | Indonesia                                                                | 0 – 5                                                                    | Emirati Arabi Uniti                                                      | Qual. Mondiali 2022                                                      | -                                                                        | 46’                                                                      |
| 7-10-2021                                                                | Buriram                                                                  | Indonesia                                                                | 2 – 1                                                                    | Taiwan                                                                   | Qual. Coppa d'Asia 2023                                                  | -                                                                        | 27’                                                                      |
| 11-10-2021                                                               | Buriram                                                                  | Taiwan                                                                   | 0 – 3                                                                    | Indonesia                                                                | Qual. Coppa d'Asia 2023                                                  | 1                                                                        | 75’                                                                      |
| 16-11-2021                                                               | Kabul                                                                    | Afghanistan                                                              | 1 – 0                                                                    | Indonesia                                                                | Amichevole                                                               | -                                                                        | 63’                                                                      |
| 25-12-2021                                                               | Singapore                                                                | Singapore                                                                | 2 – 4 dts                                                                | Indonesia                                                                | AFF Cup 2020 - Semifinali                                                | 1                                                                        | 66’                                                                      |
| 29-12-2021                                                               | Singapore                                                                | Indonesia                                                                | 0 – 4                                                                    | Thailandia                                                               | AFF Cup 2020 - Semifinali                                                | -                                                                        | 63’                                                                      |
| 1-1-2022                                                                 | Singapore                                                                | Thailandia                                                               | 2 – 2                                                                    | Indonesia                                                                | AFF Cup 2020 - Finale                                                    | 1                                                                        |                                                                          |
| 24-9-2022                                                                | Bandung                                                                  | Indonesia                                                                | 3 – 2                                                                    | Curaçao                                                                  | Amichevole                                                               | -                                                                        | 46’                                                                      |
| 27-9-2022                                                                | Cibinong                                                                 | Indonesia                                                                | 2 – 1                                                                    | Curaçao                                                                  | Amichevole                                                               | -                                                                        | 66’                                                                      |
| 23-12-2022                                                               | Giacarta                                                                 | Indonesia                                                                | 2 – 1                                                                    | Cambogia                                                                 | AFF Cup 2022 - Gironi                                                    | 1                                                                        | 46’                                                                      |
| 26-12-2022                                                               | Kuala Lumpur                                                             | Brunei                                                                   | 0 – 7                                                                    | Indonesia                                                                | AFF Cup 2022 - Gironi                                                    | 1                                                                        | 63’                                                                      |
| 29-12-2022                                                               | Giacarta                                                                 | Indonesia                                                                | 1 – 1                                                                    | Thailandia                                                               | AFF Cup 2022 - Gironi                                                    | -                                                                        | 59’                                                                      |
| 2-1-2023                                                                 | Manila                                                                   | Filippine                                                                | 1 – 2                                                                    | Indonesia                                                                | AFF Cup 2022 - Gironi                                                    | -                                                                        | 59’                                                                      |
| 8-9-2023                                                                 | Surabaya                                                                 | Indonesia                                                                | 2 – 0                                                                    | Turkmenistan                                                             | Amichevole                                                               | 1                                                                        | 46’                                                                      |
| 12-10-2023                                                               | Giacarta                                                                 | Indonesia                                                                | 6 – 0                                                                    | Brunei                                                                   | Qual. Mondiali 2026                                                      | -                                                                        | 73’                                                                      |
| 17-10-2023                                                               | Bandar Seri Begawan                                                      | Brunei                                                                   | 0 – 6                                                                    | Indonesia                                                                | Qual. Mondiali 2026                                                      | 1                                                                        | 61’                                                                      |
| 2-1-2024                                                                 | Aksu                                                                     | Libia                                                                    | 4 – 0                                                                    | Indonesia                                                                | Amichevole                                                               | -                                                                        | 46’                                                                      |
| 5-1-2024                                                                 | Aksu                                                                     | Indonesia                                                                | 1 – 2                                                                    | Libia                                                                    | Amichevole                                                               | -                                                                        | 75’                                                                      |
| 9-1-2024                                                                 | Al Rayyan                                                                | Indonesia                                                                | 0 – 5                                                                    | Iran                                                                     | Amichevole                                                               | -                                                                        | 67’                                                                      |
| 19-1-2024                                                                | Doha                                                                     | Vietnam                                                                  | 0 – 1                                                                    | Indonesia                                                                | Coppa d'Asia 2023 - 1° turno                                             | -                                                                        | 67’                                                                      |
| 24-1-2024                                                                | Doha                                                                     | Giappone                                                                 | 3 – 1                                                                    | Indonesia                                                                | Coppa d'Asia 2023 - 1° turno                                             | -                                                                        | 73’                                                                      |
| 21-3-2024                                                                | Giacarta                                                                 | Indonesia                                                                | 1 – 0                                                                    | Vietnam                                                                  | Qual. Mondiali 2026                                                      | 1                                                                        | 46’                                                                      |
| 26-3-2024                                                                | Hanoi                                                                    | Vietnam                                                                  | 0 – 3                                                                    | Indonesia                                                                | Qual. Mondiali 2026                                                      | -                                                                        | 46’                                                                      |
| 2-6-2024                                                                 | Giacarta                                                                 | Indonesia                                                                | 0 – 0                                                                    | Tanzania                                                                 | Amichevole                                                               | -                                                                        | 67’                                                                      |
| 6-6-2024                                                                 | Giacarta                                                                 | Indonesia                                                                | 0 – 2                                                                    | Iraq                                                                     | Qual. Mondiali 2026                                                      | -                                                                        | 88’                                                                      |
| 5-9-2024                                                                 | Riad                                                                     | Arabia Saudita                                                           | 1 – 1                                                                    | Indonesia                                                                | Qual. Mondiali 2026                                                      | -                                                                        | 80’                                                                      |
| 5-6-2025                                                                 | Giacarta                                                                 | Indonesia                                                                | 1 – 0                                                                    | Cina                                                                     | Qual. Mondiali 2026                                                      | -                                                                        | 84’                                                                      |
| Totale                                                                   |                                                                          | Presenze                                                                 | 32                                                                       |                                                                          | Reti                                                                     | 9                                                                        |                                                                          |